# 스베누 코리아 (e스포츠)
스베누 코리아(SBENU KOREA)는 대한민국의 前 리그 오브 레전드 프로게임단으로 이전 팀명은 스베누 소닉붐(SBENU SONICBOOM)이었다.

## 역사
2013년 10월 프라임 옵티머스 및 센티널이라는 이름으로 창단되어 2013년 11월 16일 DRX, MVP, 하이프레시 블레이드와 함께 한국e스포츠협회에 가입하였다. 2016년 5월 스베누가 팀을 인수하며 리그 오브 레전드 게임단인 스베누 코리아로 재창단되었고 이후 재정난에 시달린 회사 내부 상황 속에서도 리그 오브 레전드 챌린저스 코리아 서머 2016에서 준우승의 투혼을 발휘했지만 결국 재정난을 극복하지 못하고 2016년 10월 8일 창단 4개월만에 팀 해체를 공식 발표했다.

## 게임단 연혁
- 2013년 10월 리그 오브 레전드 팀 창단 발표.(프라임 옵티머스, 프라임 센티널)
- 2013년 11월 16일 LongZhu, MVP, 콩두 몬스터와 함께 한국e스포츠협회에 가입
- 2015년 5월 19일 프라임 리그 오브 레전드팀, 스베누와 네이밍 스폰서 후원 계약 체결 및 팀명 변경 (스베누 소닉붐)
- 2015년 12월 감독 박재석 취임
- 2016년 4월 28일 리그 오브 레전드 챌린저스 코리아 서머 2016으로 강등
- 2016년 5월 스베누 소닉붐에서 스베누 코리아 (SBENU KOREA)로 팀명 변경
- 2016년 8월 13일 리그 오브 레전드 챌린저스 코리아 서머 2016 준우승
- 2016년 10월 8일 팀 해체

## 주요 성적

### 구 프라임 옵티머스
- ZOTAC 나이스게임TV 리그 오브 레전드 배틀 윈터 2013-2014 16강
- 핫식스 리그 오브 레전드 챔피언스 스프링 2014 16강
- 빅파일 나이스게임TV 리그 오브 레전드 배틀 스프링 2014 8강
- 아이티엔조이 나이스게임TV 리그 오브 레전드 배틀 서머 2014 12강

### 구 프라임 센티널
- ZOTAC 나이스게임TV 리그 오브 레전드 배틀 윈터 2013-2014 16강
- 아이티엔조이 나이스게임TV 리그 오브 레전드 배틀 서머 2014 16강

### 스베누 코리아
- 스베누 리그 오브 레전드 챔피언스 코리아 스프링 2015 10위
- 스베누 리그 오브 레전드 챔피언스 코리아 서머 2015 10위
- 네이버 2015 LoL KeSPA컵 8강
- 롯데 꼬깔콘 리그 오브 레전드 챔피언스 코리아 스프링 2016 9위
- 리그 오브 레전드 챌린저스 코리아 서머 2016 준우승

## 역대 팀 감독

### 리그 오브 레전드
- 감독: 박재석 (재임 기간:2015년 12월 ~ 2016년 10월 8일)

## 역대 후원 기업
- 2015년 5월 ~ 2016년 10월 : 스베누

## 주요 종목
- 리그 오브 레전드

## 같이 보기
- 한국e스포츠협회